# Grijsbrauwstruikgors
De grijsbrauwstruikgors (Arremon assimilis) is een zangvogel uit de familie Emberizidae (gorzen).

## Verspreiding en leefgebied
Deze soort telt 4 ondersoorten:
- A. a. larensis: Lara, Mérida en Táchira (noordwestelijk Venezuela).
- A. a. assimilis: van noordelijk Colombia tot het noordelijke deel van Centraal-Peru.
- A. a. nigrifrons: zuidwestelijk Ecuador en noordwestelijk Peru.
- A. a. poliophrys: centraal en zuidelijk Peru.